# Gli Albi dell'Ardimento
Gli Albi dell'Ardimento è stata una serie a fumetti antologica pubblicata in Italia dal 1946 al 1956 per 322 numeri, edita dalle Edizioni Alpe. Fu una collana contenitore pubblicata nel formato degli Albi d'Oro e suddivisa in dodici serie, ciascuna delle quali dedicata a diverse serie o personaggi di genere western o avventuroso come Banditi del west, ispettore Skelton, Aquila Rossa, Razzo Bill, Jane Calamity, Piccolo re, Hello Jim, Frisco Jim, Colorado Kid, Il Falco del Texas, Red, Il solitario della prateria, Joe colt; l'ultima serie fu composta interamente da ristampe.